# Laacher Hof

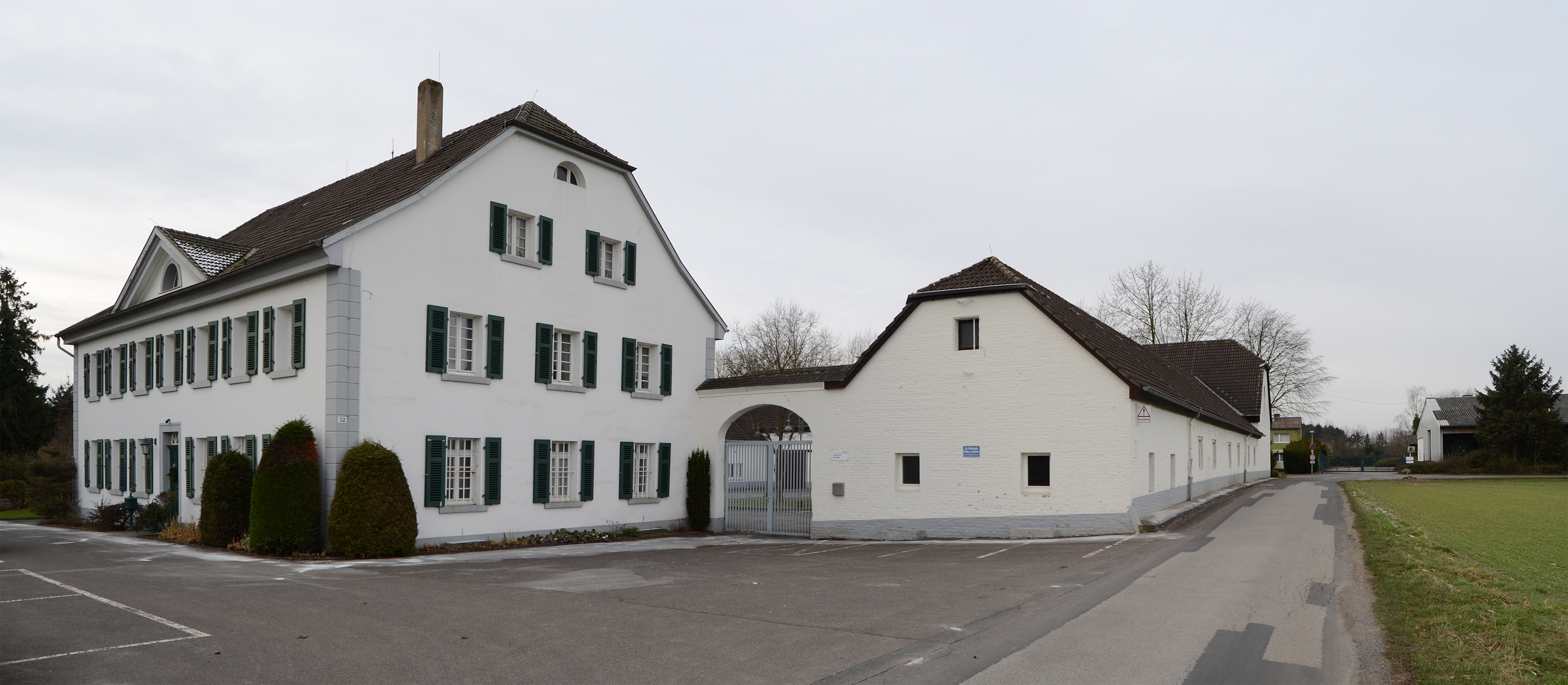
Hofanlage Laacher Hof (Februar 2013)

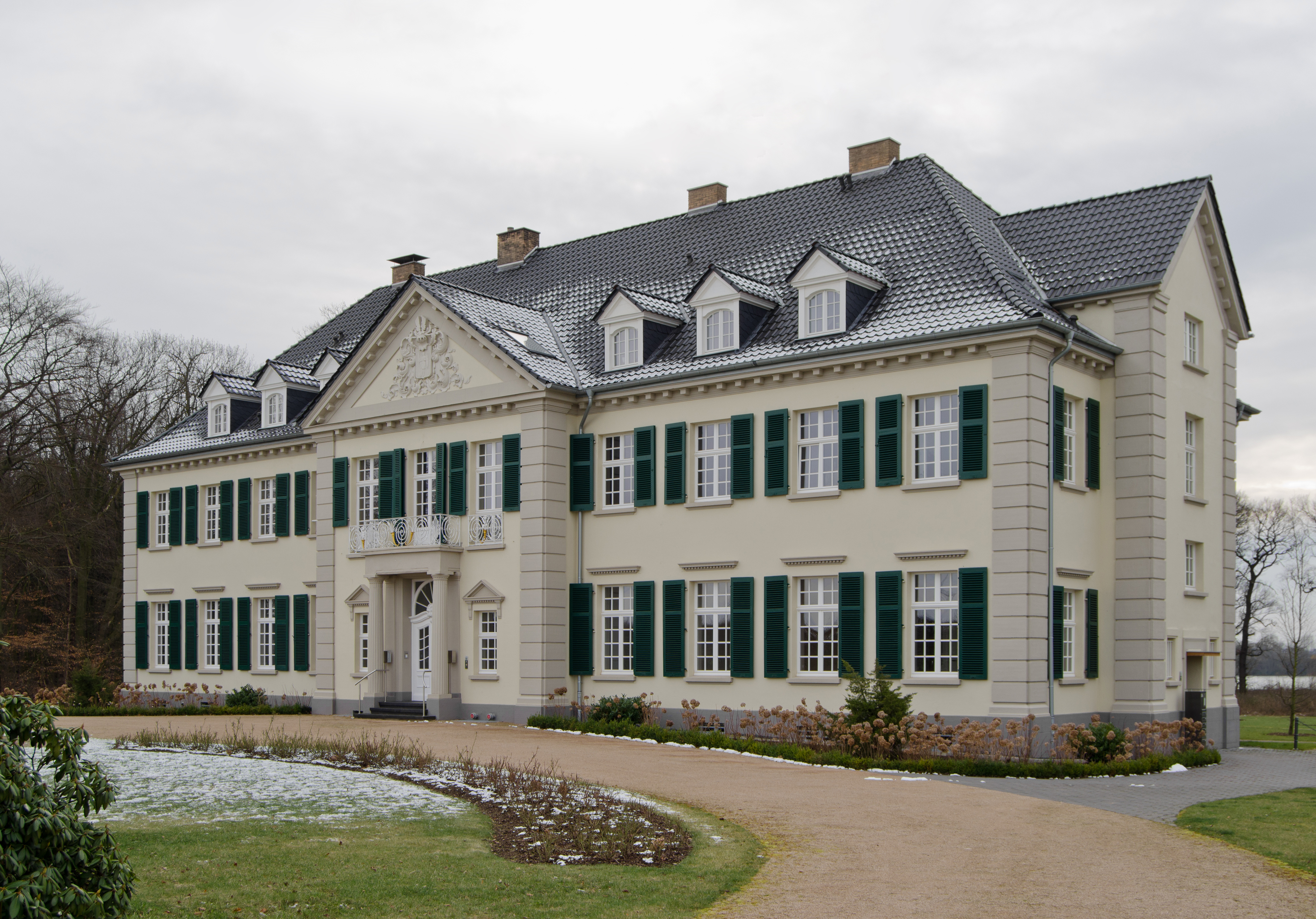
Das Laacher Schloss (Februar 2013)

Der Laacher Hof (auch: Gut Laacherhof) ist ein Gutshof in Monheim am Rhein im Kreis Mettmann, dessen Bewirtschaftung schon seit dem 13. Jahrhundert nachgewiesen ist.
Auf dem Grund des Hofes steht die herrschaftliche Villa Schloss Laach.

## Geschichte
Der Laacher Hof wurde 1886 vom unehelichen Sohn des belgischen Königs Leopold I., Arthur von Eppinghoven, erworben, dieser verkaufte ihn 1909 an den Bürgermeister und den Pastor von Dinslaken. Von diesem ging der Hof 1910 an Clemens August Engels (1885–1941), der 1911 (nach anderer Quelle 1910) das Schloss Laach erbauen ließ.
Heute ist der Hof ein 200 Hektar großes landwirtschaftliches Versuchsgut der Bayer CropScience AG und wurde auch schon als Veranstaltungsort für Konzerte genutzt.
Das Bauwerk ist als Baudenkmal in die Denkmalliste der Stadt Monheim eingetragen.

## Baubeschreibung
Der Hof liegt in einem Natur- und Wasserschutzgebiet und wird vom Langenfelder Rundwanderweg, dem "Posthornweg", berührt.